# Fausta (fiica lui Maximian)

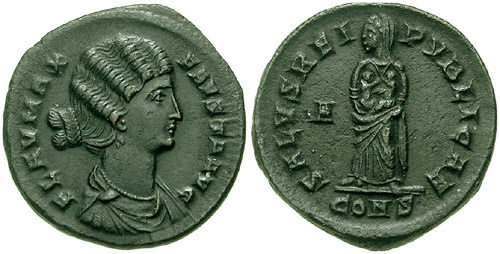
Follis cu Fausta; avers, circular: FLAV MAX FAVSTA AVG; bust spre dreapta; părul aranjat într-un conci; revers, circular: SALVS REIPVBLICAE, Fausta, ca Salus, îi ține în brațe pe Constantin al II-lea și pe Constanțiu al II-lea, doi dintre fiii săi și ai lui Constantin cel Mare, A; în exergă: CONS, marcă a monetăriei de la Constantinopol. (326)

Flavia Maxima Fausta (n. 289 d.Hr., Roma, Imperiul Roman – d. 326 d.Hr., Roma, Imperiul Roman) a fost o împărăteasă romană, cea de-a doua soție a împăratului roman Constantin cel Mare.

## Originea
Fausta s-a născut la Roma, în jurul anului 290, tatăl său fiind Maximian Augustus, iar mama sa, Eutropia, originară din Siria.

## Familia
În urma unui aranjament dintre tatăl său, Maximian, și Constantin I, în anul 307, Fausta s-a căsătorit cu împăratul Constantin I pentru a întări alianța din tetrarhie. În vederea acestei căsătorii, Constantin s-a despărțit de prima sa soție, Minervina, care-i dăruise un copil, Crispus, născut prin anul 302. 
În anul 310 Fausta i-a dezvăluit soțului său planurile secrete ale tatălui său, Maximian, care dorea să-l ucidă. În urma descoperirii complotului, Maximian a fost nevoit să se sinucidă ori a fost ucis.
Fausta s-a bucurat de un mare respect din partea soțului său, Constantin cel Mare.

### Copiii Faustei și ai lui Constantin cel Mare
Din căsătoria Faustei cu împăratul Constantin I, au rezultat următorii copii:
- Constantin al II-lea (n. 314, Augustus între anii 337 - 340);
- Constanțiu al II-lea (n. 317, Augustus între anii 337 - 361);
- Constant (n. 320, Augustus între anii 337 - 350);
- Constantina, (n. după 307 / înainte de 317 - d. 354), soția lui Constantius Gallus Caesar;
- Helena, (n. 325 / 326 - d. 360, Vindobona), soția lui Iulian Apostatul Augustus.

## Moartea Faustei
Bucurându-se de un respect deosebit, în anul 324 sau 325, Fausta a primit din partea soțului său titlul de Augusta.
În anul 326, Fausta a fost acuzată de adulter cu Crispus, fiul lui Constantin I, din căsătoria cu Minervina. Ambii au fost uciși. Atât Crispus cât și Fausta au primit „damnatio memoriae”, adică numele lor au fost șterse din inscripțiile și înscrisurile publice.

## PersonajulFaustaîn operă
Drama morții Faustei formează tema centrală a operei Fausta de Donizetti, jucată pentru prima oară la 12 ianuarie 1832, la Teatro San Carlo, din Neapole.